# Ваздухопловна база Вајтман
Ваздухопловна база Вајтман (енгл. Whiteman Air Force Base) насељено је место без административног статуса у америчкој савезној држави Мисури.

## Демографија
По попису из 2010. године број становника је 2.556, што је 1.258 (-33,0%) становника мање него 2000. године.
| Група             | 2000.         | 2010.         |
| Белци             | 3.014 (79,0%) | 1.918 (75,0%) |
| Афроамериканци    | 371 (9,7%)    | 237 (9,3%)    |
| Азијати           | 66 (1,7%)     | 45 (1,8%)     |
| Хиспаноамериканци | 219 (5,7%)    | 233 (9,1%)    |
| Укупно            | 3.814         | 2.556         |